# Derek (televisieserie)
Derek is een Britse komedie-dramaserie geschreven en geregisseerd door Ricky Gervais, die tevens de hoofdrol speelt. De pilotaflevering werd in 2012 uitgezonden op Channel 4, waarna het eerste seizoen in 2013 op hetzelfde kanaal debuteerde.

## Inhoud
Derek is een mockumentary die zich afspeelt in een Engels bejaardentehuis. Het eponieme hoofdpersonage werkt hier als verzorger tussen een groep buitenbeentjes.
Derek (Ricky Gervais) heeft een kinderlijk en naïef karakter, dat door een inspecteur geassocieerd wordt met autisme, hoewel hij daar nooit voor getest is. Vanwege zijn excentriciteit wordt hij afgewezen door de maatschappij, maar zijn sympathie en enthousiasme maken hem juist weer zeer geliefd bij de bejaarden die hij verzorgt. Zijn collega Dougie (Karl Pilkington) is een zeer cynische klusjesman die constant ruzie heeft met de perverse nietsnut Kev (David Earl). Ondertussen maakt verzorgster Hannah (Kerry Godliman) constant overuren om het bejaardentehuis in goede banen te leiden, wat ten koste van haar privéleven gaat.
Aangezien Derek omgeven wordt door mensen van hoge leeftijd, maakt hij veel sterfgevallen mee, wat een dramatisch motief van de serie vormt.

## Rolverdeling
- Ricky Gervais - Derek Noakes
- Karl Pilkington - Dougie
- Kerry Godliman - Hannah
- David Earl - Kevin "Kev" Twine
- Brett Goldstein - Tom
- Ruth Bratt - Mary
- Joan Linder - Joan
- Kay Noone - Lizzie
- Vilma Hollingbery - Elsie
- Tim Barlow - Jack
- Arthur Nightingale - Arthur
- Doc Brown - Deon
- Holli Dempsey - Vikky